# تيد آلان
تيد آلان هو كاتبللأطفال وروائي وكاتب وكاتب سير وكاتب سيناريو وممثل كندي، ولد في 26 يناير 1916 بمونتريال في كندا، وتوفي في 29 يونيو 1995 بتورونتو في كندا.

## أعمال

### أفلام
- (1955) عروس الوحش

## ترشيحات
- جائزة الأوسكار لأفضل كتابة

## وصلات خارجية
- تيد آلان على موقع IMDb (الإنجليزية)
- تيد آلان على موقع ألو سيني (الفرنسية)
- تيد آلان على موقع أول موفي (الإنجليزية)
- تيد آلان على موقع قاعدة بيانات برودواي على الإنترنت (الإنجليزية)
- تيد آلان على موقع قاعدة بيانات الأفلام السويدية (السويدية)
- تيد آلان على موقع قاعدة بيانات الفيلم (الإنجليزية)
- تيد آلان على موقع كينوبويسك (الروسية)